# Sunil Kant Munjal
Sunil Kant Munjal, né le 14 décembre 1957, est un homme d'affaires indien et président de Hero Enterprise,,. Il est également le fondateur du Serendipity Arts Festival en Inde et le président du conseil d'administration de la Doon School. Il est le plus jeune fils de Brijmohan Lall Munjal. En 2014, Munjal a fondé l'Université BML Munjal et en est actuellement le chancelier,.